# Зігмар Вецліх
Зігмар Вецліх (нім. Siegmar Wätzlich, 16 листопада 1947, Рамменау — 18 квітня 2019) — східнонімецький футболіст, що грав на позиції захисника.
Виступав, зокрема, за клуб «Динамо» (Дрезден), а також національну збірну НДР.

## Клубна кар'єра
Народився 16 листопада 1947 року в місті Рамменау. Син м'ясника, Зігмар спочатку збирався продовжувати справу свого батька, поки не захопився грою в м'яч і не почав виступати за аматорський клуб «Рамменау». Талановитого гравця помітили представники «Динамо» (Дрезден), і в 1965 році Вецліх перейшов до їх академії, яку закінчив у 1967 році, дебютувавши в основному складі.

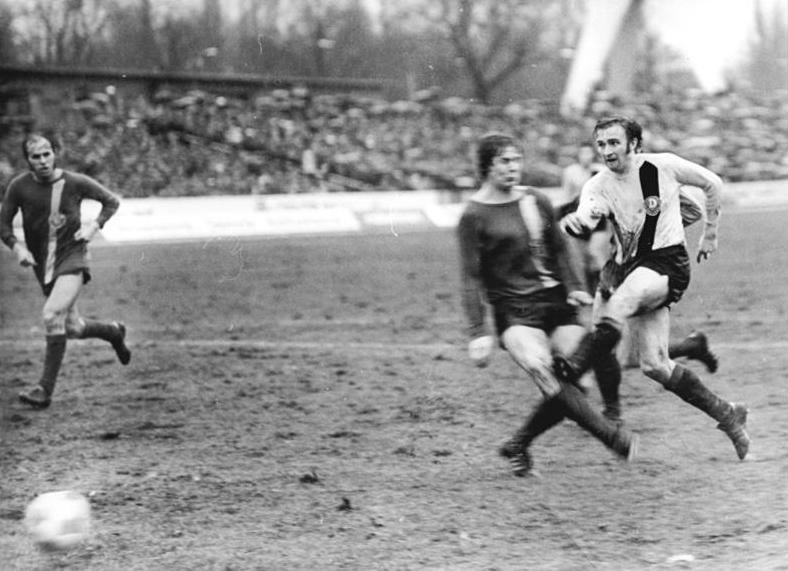
Зігмар Вецліх (праворуч) забиває переможний гол (2:1) у матчі чемпіонату НДР проти «Ганзи» (Росток). 1974 рік.

З 1967 по 1975 роки Зігмар виступав за цей клуб, провівши 139 ігор в рамках Оберліги і забивши 10 голів. Розкрити свій талант повністю він не зумів через численні травми, які переслідували його протягом всієї кар'єри. Проте вже у віці 19 років за підсумками сезону 1967/68 він був включений в символічну збірну чемпіонату НДР. В основному складі він закріпився після травми і вибуття з ладу ключового гравця Штеффена Енгельмора. На місці центрального захисника Вецліх у дебютному сезоні провів 26 ігор, однак навіть його стараннями динамівці не втрималися в Оберлізі і вилетіли з неї, через що їм довелося грати у Другій лізі.
Через травми там Вецліх провів всього 17 ігор, але «Динамо» зуміло посісти перше місце і повернутися в Оберліги. У сезоні 1969/70 він знову травмувався і пропустив частину сезону, а його позицію лівого захисника закривали різні гравці. У наступному сезоні «динамівцям» вдалося виграти чемпіонат і кубок НДР: 2 червня 1971 року в фіналі було переможено інше, берлінське «Динамо», з рахунком 2:1 в овертаймі. Зігмар вийшов на 106-й хвилині матчу, а через 12 хвилин Клаус Заммер забив переможний гол.
У наступних сезонах Вецліх грав уже без травм і твердо закріпив за собою позицію лівого захисника в клубі. У 1973 році команда вдруге з Зігмаром виграла чемпіонат НДР (він зіграв 20 матчів). У сезоні 1975/76 він останній раз зіграв за команду, провівши всього 10 ігор. Травма меніска не дозволила Ветцеру продовжити свою кар'єру. Останньою грою німця став матч 20 грудня 1975 року проти лейпцизького «Локомотива», проте Зігмар отримав золоті медалі в третій раз і став триразовим чемпіоном НДР.
В єврокубках з «Динамо» він провів 26 ігор. Перший матч він зіграв 20 вересня 1967 року в рамках Кубка Ярмарків проти шотландського клубу «Рейнджерс» (гра завершилася нічиєю 1:1). Найкращим досягненням клубу під час гри Зігмара став півфінал Кубка УЄФА 1972/73 проти його майбутнього володаря «Ліверпуля» (гра-відповідь, яка завершилася перемогою мерсисайдців з рахунком 1:0). Також зіграв у знаменитому поєдинку в Кубку європейських чемпіонів проти мюнхенської «Баварії», що завершився нічиєю 3:3.

## Виступи за збірну

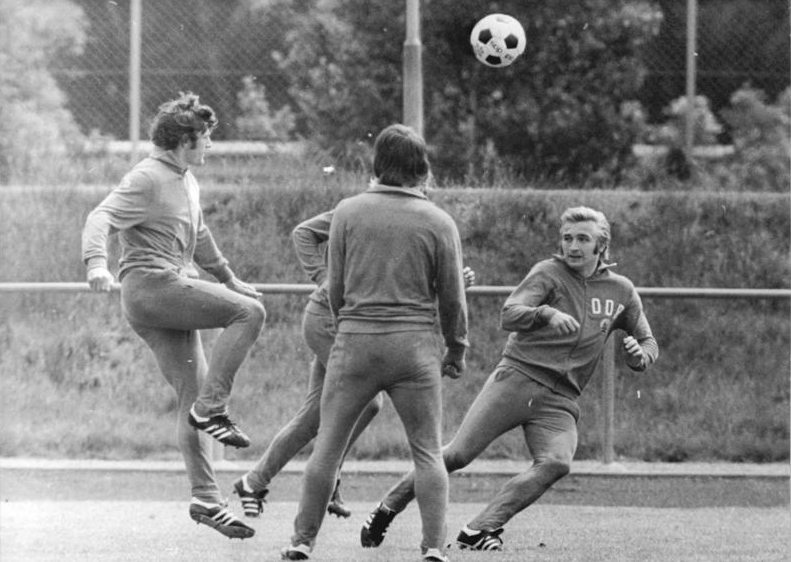
Зігмар Вецліх (крайній праворуч) на тренуванні збірної НДР під час чемпіонату світу 1974 року.

Влітку 1972 року Вецліх у складі олімпійської збірної НДР поїхав у Мюнхен на XX літні Олімпійські ігри, де зіграв у трьох матчах своєї команди, яка стала бронзовим призером.
7 жовтня 1972 року дебютував в офіційних матчах у складі національної збірної НДР в товариському матчі проти збірної Фінляндії, що завершився перемогою східних німців з рахунком 5:0.
У складі національної збірної був учасником єдиного для своєї країни чемпіонату світу 1974 року у ФРН, де зіграв у чотирьох матчах, а його збірна не подолала другий груповий етап.
Остання гра Вецліха за збірну, яка відбулася 5 червня 1975 року в рамках відбору на Євро-1976, була проти Ісландії і завершилася поразкою НДР з рахунком 1:2. Загалом протягом кар'єри у національній команді, яка тривала 4 роки, провів у її формі 22 матчі.

## Титули і досягнення

### Командні
Збірна НДР
- Бронзовий олімпійський призер: 1972

«Динамо» (Дрезден)
- Чемпіон НДР (3): 1971, 1973, 1976
- Бронзовий призер чемпіонату НДР (4): 1970, 1972, 1974, 1975
- Володар Кубка НДР (1): 1971
- Фіналіст Кубка НДР (3): 1972, 1974, 1975

## Особисте життя
У 1973 році він познайомився зі своєю майбутньою дружиною Інгрід, одружившись з нею в 1977 році. У них є двоє дітей, які є власниками ресторану в місті. У 1990-ті роки у Зігмара діагностували серйозне захворювання нирок і печінки, через яку у 1998 році він переніс трансплантацію нирок в клініці Єни. Допомагав в організації футбольного клубу «Едельвейс 1910» з рідного Рамменау.
Помер 18 квітня 2019 року на 72-му році життя.